# Мала-Весь (Вольштинський повіт)
Мала-Весь (пол. Mała Wieś) — село в Польщі, у гміні Седлець Вольштинського повіту Великопольського воєводства.
Населення — 240 осіб (2011).
У 1975-1998 роках село належало до Зеленоґурського воєводства.

## Демографія
Демографічна структура станом на 31 березня 2011 року:
|          | Загалом | Допрацездатний вік | Працездатний вік | Постпрацездатний вік |
| -------- | ------- | ------------------ | ---------------- | -------------------- |
| Чоловіки | 122     | 33                 | 78               | 11                   |
| Жінки    | 118     | 27                 | 70               | 21                   |
| Разом    | 240     | 60                 | 148              | 32                   |